# Hypercapnie
 Mise en garde médicale
L'hypercapnie ou l'hypercarbie désigne un excès de CO2 dans le sang. Ce phénomène survient lorsque la pression partielle de CO2 dans le sang artériel (PaCO2) normalement voisine de 5,3 kPa ± 0.5 (40 mmHg ± 4) devient trop importante ; on parle alors de surcharge du sang artériel en CO2.

## Causes
L'hypercapnie peut survenir de deux façons distinctes :
- soit par inhalation d'air ou de mélanges enrichis en dioxyde de carbone ; en cas de pollution de l'air par du CO2, ou en présence d'une atmosphère confinée, par exemple chez une personne enfouie sous la neige par une avalanche, cas où les effets de l'hypercapnie s'ajoutent à ceux du froid[1]) , etc. ; on parle alors d'hypercapnie exogène ;
- soit par hypoventilation due :
  - à une diminution des performances de l'échangeur pulmonaire (insuffisance respiratoire),
  - à une baisse de la sensibilité des centres respiratoires (hypoventilations d'origine toxique ou pharmacologique, etc.). On parle alors d'hypercapnie endogène,
  - à une réduction volontaire de la fréquence respiratoire, comme lors d'un entraînement en hypoventilation[2].

Contrairement aux hypercapnies exogènes, les hypercapnies endogènes sont souvent associées à une hypoxémie.
Dans les paragraphes suivants on abordera exclusivement le cas de l'hypercapnie exogène.

## Mécanisme
L'accroissement de PaCO2 (pression partielle de  CO2 dans le sang artériel), lié à la présence de dioxyde de carbone dans l'air inspiré (PiCO2, pression partielle de CO2 dans l'air inspiré) induit une baisse du pH artériel (acidose respiratoire) par suite de la libération d'ions  H+  selon la réaction suivante :
CO2 + H2O → H2CO3 → HCO3- +  H+
Cette augmentation de PaCO2 et la chute concomitante du pH artériel qui sont d'autant plus importantes que PiCO2 est élevée, vont engendrer un ensemble de réactions physiologiques caractéristiques de l'hypercapnie exogène. Pour la plupart des fonctions physiologiques, ces effets sont biphasiques : effet maximal lors des premières 24 heures d'exposition (hypercapnie aiguë), suivie ultérieurement d'une atténuation plus ou moins importante de ces effets grâce notamment à la mise en jeu par l'organisme, de mécanismes d'adaptation à l'hypercapnie chronique (c'est le cas par exemple du pH artériel qui revient progressivement à un niveau proche du niveau de référence 7,40 après quelques jours d'exposition à une atmosphère enrichie en dioxyde de carbone).

## Effets
De premières données expérimentales sur les effets de l’hypercapnie chronique exogène ont été obtenues par K. E. Schaefer et al. en 1979 aux États-Unis à partir d’expérimentations animales et d’observations faites à bord des sous-marins.
Mais ce sont essentiellement les résultats obtenus en France par R. Guillerm et al. au cours d’expériences de confinement de longues durées qui ont permis de préciser les mécanismes d’adaptation de l’Homme à l’hypercapnie exogène et de fixer, sur des bases expérimentales, les limites admissibles de CO2 en fonction de la durée d’exposition.
Les données proviennent d'expositions de volontaires à des taux assez élevées : 0,5 à 4,5 % (soit des pressions partielles de CO2 respectives de 0,47 à 4,28 kPa) pendant 2 à 30 jours avec une pression partielle d'oxygène de l'ordre de 20 kPa.
- NB : le calcul des pressions partielles tient compte de la présence dans les poumons de la vapeur d’eau saturée à 37 °C soit 6,26 kPa ; il en résulte :

```
      Pi
CO
2
 = fraction de 
CO
2
 dans l’air inspiré (Fi
CO
2
 en %) x (PB - 6,26 kPa)
```

De manière synthétique :
- jusqu’à 1 % de CO2 dans l’air inspiré (PiCO2 < 0,98 kPa), les effets du CO2 sur l’ensemble des paramètres biophysiologiques mesurés ne sont pas significatifs et restent dans les limites de la précision des mesures (zone indifférente).
- entre 1 % et  2 %  de CO2 dans l’air inspiré (0,98 kPa < PiCO2 < 1,93 kPa) la surcharge du sang artériel en CO2 ne dépasse pas 0,4 kPa (environ 3 mmHg) et la chute du pHa 0,01u. 
Le débit ventilatoire  s’accroît de 15 % en moyenne à PiCO2 0,98 kPa et de 45 % à PiCO2 1,93 kPa ; cet accroissement est dû essentiellement à l’augmentation du volume courant, la fréquence respiratoire restant inchangée. Les variations des autres paramètres biophysiologiques restent discrètes et noyées dans le bruit de fond expérimental.
- entre 3 %  et 4 % de CO2 dans l’air inspiré (2,85 kPa < PiCO2 < 3,8 kPa), la surcharge artérielle en CO2 avoisine 1 kPa et engendre une baisse significative du pHa de l'ordre de 0,04u. Il en résulte une stimulation importante des centres respiratoires qui se traduit par une hyperventilation importante et gênante (+ 130 % à PiCO2 3,8 kPa) ainsi qu’une augmentation de la PaO2. À ces concentrations, l’hyperventilation est due à un accroissement simultané du volume courant et de la fréquence respiratoire. On décrit des signes manifestes d’intolérance tels qu'asthénie, céphalées, gastralgies, troubles du sommeil et capacité limitée à l’effort avec des signes d’hyperexcitabilité du myocarde. 
À noter enfin que les effets de l’hypercapnie qui sont maximaux au cours des premières heures d’exposition (hypercapnie aiguë) sont accompagnés d’une augmentation du nombre d'hématies en relation avec une hémoconcentration liée à une polyurie hydrique au cours des premières 24 heures d’exposition ; ces effets s’atténuent ultérieurement grâce à la mise en jeu de mécanismes d’adaptation (hypercapnie chronique).
Après 24 heures de récupération à l’issue de la période d’exposition au dioxyde de carbone, les valeurs de l’ensemble des paramètres biophysiologiques mesurés reviennent à leur niveau de référence.
- à partir de 4,5 % (PiCO2 = 4,28 kPa) le seuil de tolérance admissible est dépassé (exacerbations des signes d’intolérance, augmentation de la fréquence cardiaque, de la pression artérielle  et de la sécrétion d'hormones surrénaliennes).
| pression partielle  | effets |
| 2 kPa (0,02 bar)    | la tolérance des sujets au CO2 est bonne sans altération notable des fonctions physiologiques au repos et à l'effort                      |
| 3 kPa (0,03 bar)    | la tolérance reste satisfaisante au prix d'une surcharge artérielle en CO2, d'une acidose respiratoire et d'une hyperventilation marquées |
| 4 kPa (0,04 bar)    | céphalées, hyperventilation gênante, gastralgies, asthénie, troubles du sommeil.                                                          |
| 4.5 kPa (0,045 bar) | augmentation de la fréquence cardiaque et de la pression artérielle, stimulation de la sécrétion hormonale surrénalienne.                 |
| 7 kPa (0,07 bar)    | temps de tolérance limité à quelques dizaines de minutes                                                                                  |
| ------------------- | --- |

Chez l'homme en bonne santé, 7,5 % de CO2 dans l'air inhalé génèrent de la peur et une anxiété aiguë qui altèrent les fonctions neuropsychologiques fronto-exécutives (flexibilité cognitive, traitement émotionnel, mémoire de travail et mémoire spatiale) ; le temps de latence et les erreurs augmentent dans les tests ; et des symptômes de panique apparaissent (avec troubles de la pression artérielle et de la fréquence cardiaque systolique).

En plongée, l'hypercapnie peut devenir dangereuse car l'hyperventilation et la sensation d'oppression poussent le plongeur à « cracher » son détendeur pour reprendre son inspiration, ce qui conduit immanquablement à la mort par noyade.

## Traitement
Ils relèvent souvent de la médecine d'urgence et consistent à fournir à nouveau de l'oxygène au patient, mais aussi à traiter les symptômes et dégâts éventuels induits par le manque d'oxygène d'une part (hypoxie), et par l'excès de CO2 d'autre part, et dans certains cas (immersion, séjour sous la neige à la suite d'une avalanche, par les effets de l'eau éventuellement ingérée ou du froid (hypothermie,,,).